# Apion flavifemoratum
Apion flavifemoratum är en skalbaggsart som beskrevs av Herbst 1797. Apion flavifemoratum ingår i släktet Apion, och familjen spetsvivlar. Arten har ej påträffats i Sverige.